# Akihito
S.M.I. Akihito (in giapponese 明仁?; Tokyo, 23 dicembre 1933) è un membro della famiglia imperiale giapponese, 125º Imperatore del Giappone (天皇?, tennō, lett. "sovrano celeste") dal 1989 al 2019.

Stendardo dell'imperatore emerito del Giappone

Dopo l'abidicazione, il suo titolo è Daijō Tennō (太上天皇? Imperatore Emerito), spesso abbreviato in Jōkō (上皇?). La sua era porta il nome di Heisei (平成? "raggiungimento della pace"), di conseguenza dopo la sua morte gli sarà attribuito il nome postumo di Imperatore Heisei (平成天皇?, Heisei Tennō).
Il suo titolo onorifico è Principe Tsugu (継宮?, Tsugu-no-miya) ed è il primo figlio maschio (e quinto in totale) dell'imperatore Hirohito e dell'imperatrice Kōjun (Nagako). Secondo una delle interpretazioni della controversa Dichiarazione della natura umana dell'imperatore, promulgata dal padre Hirohito nel 1946, Akihito è il primo imperatore del Giappone a salire sul trono senza godere di prerogative divine.
Giacché nel 1979 l'Impero Centrafricano è tornato alla forma repubblicana, il trono giapponese è l'unico al mondo a mantenere dignità imperiale: ne consegue che per tutta la durata del suo regno Akihito è stato l'unico monarca al mondo a fregiarsi del titolo di imperatore. Il 1º dicembre 2017 Akihito ha annunciato la sua volontà di abdicare, che si è compiuta il 30 aprile 2019.

## Biografia

### Infanzia ed educazione

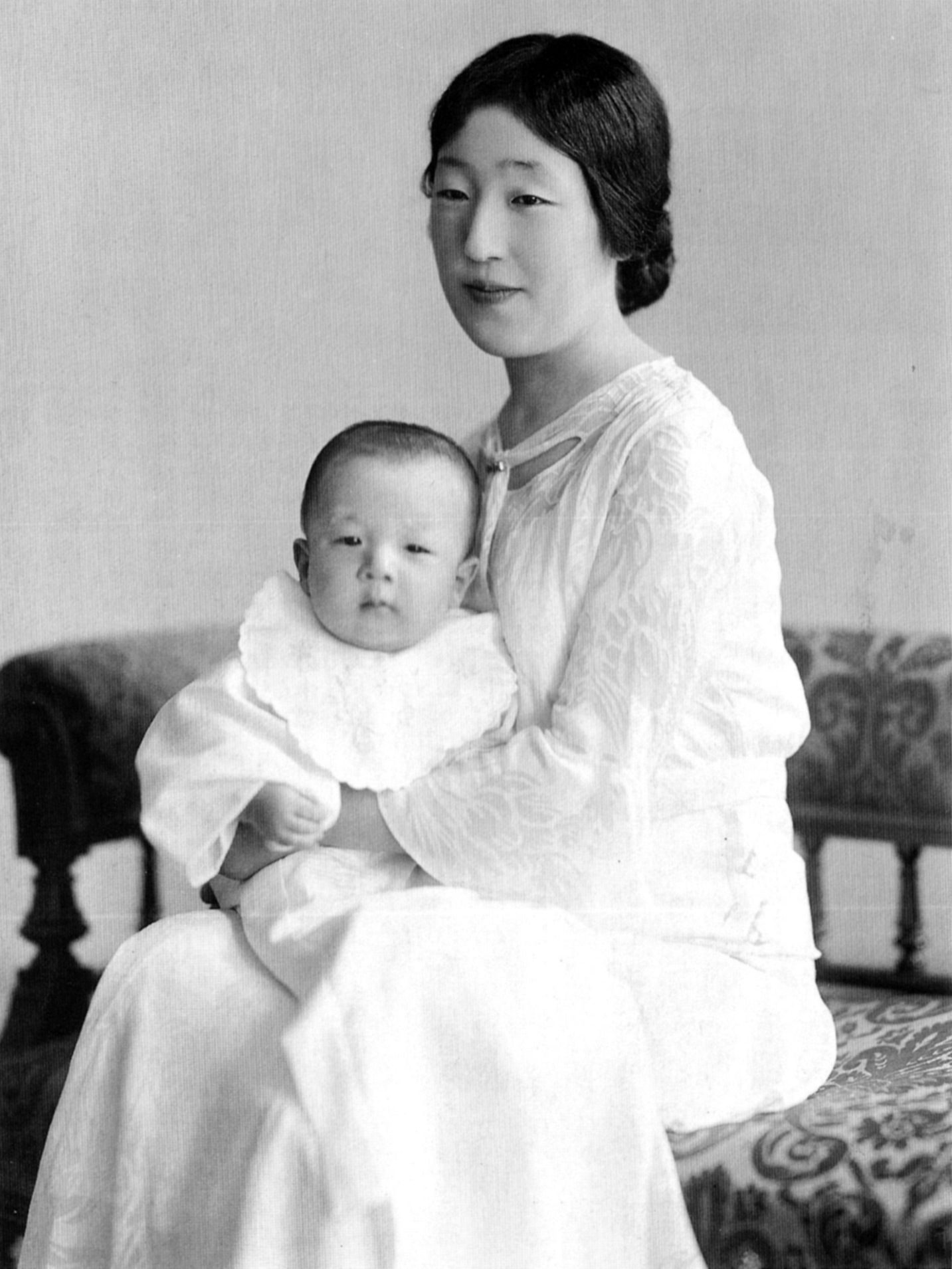
Akihito ad un anno con sua madre, l'Imperatrice Kōjun

Nominato principe Tsugu (継宮 Tsugu-no-miya) da bambino, venne educato da tutori privati e poi frequentò le scuole alla Gakushūin di Tokyo, scuola dedicata all'aristocrazia, dal 1940 al 1952. Venne separato dai suoi genitori - Hirohito (1901-1989) e l'Imperatrice Kōjun (1903-2000) - all'età di 3 anni.
Durante i bombardamenti americani su Tokyo nel marzo 1945, lui e suo fratello minore, il principe Masahito (ora Principe Hitachi), furono messi al riparo in un luogo sicuro fuori Tokyo. Con l'occupazione americana del Giappone alla fine della seconda guerra mondiale, il principe venne istruito in inglese da Elizabeth Gray Vining. Studiò per poco tempo al Dipartimento di Scienze Politiche alla Università Gakushūin, senza tuttavia ricevere alcun titolo accademico. In seguito si è specializzato in ittiologia e ha pubblicato numerosi articoli sui pesci della famiglia Gobiidae.

### Principe ereditario del Giappone
Sebbene fosse l'erede al trono del crisantemo dalla nascita, la sua formale investitura come principe ereditario (立太子の礼?, Rittaishi No Rei) si tenne al Palazzo imperiale di Tokyo il 10 novembre del 1951.
Nel giugno 1953 il principe ereditario rappresentò il Giappone all'incoronazione di Elisabetta II del Regno Unito. Il 10 aprile del 1959 sposò Michiko Shoda (nata il 20 ottobre 1934), la figlia maggiore di Hidesaburo Shoda, il presidente della Nisshin Flour Milling Company. Il matrimonio ruppe la tradizione precedente perché Michiko Shoda era la prima cittadina comune ad andare in sposa a un membro della famiglia imperiale.
Nel 1973 visitò la Spagna, dove lo ricevettero il generale Francisco Franco e il principe di Spagna, Juan Carlos I di Spagna.
Il Principe ascese al trono dopo la morte del padre, avvenuta il 7 gennaio 1989, diventando ufficialmente il 125º monarca giapponese. La cerimonia ufficiale è poi avvenuta il 12 novembre del 1990.

### Imperatore del Giappone

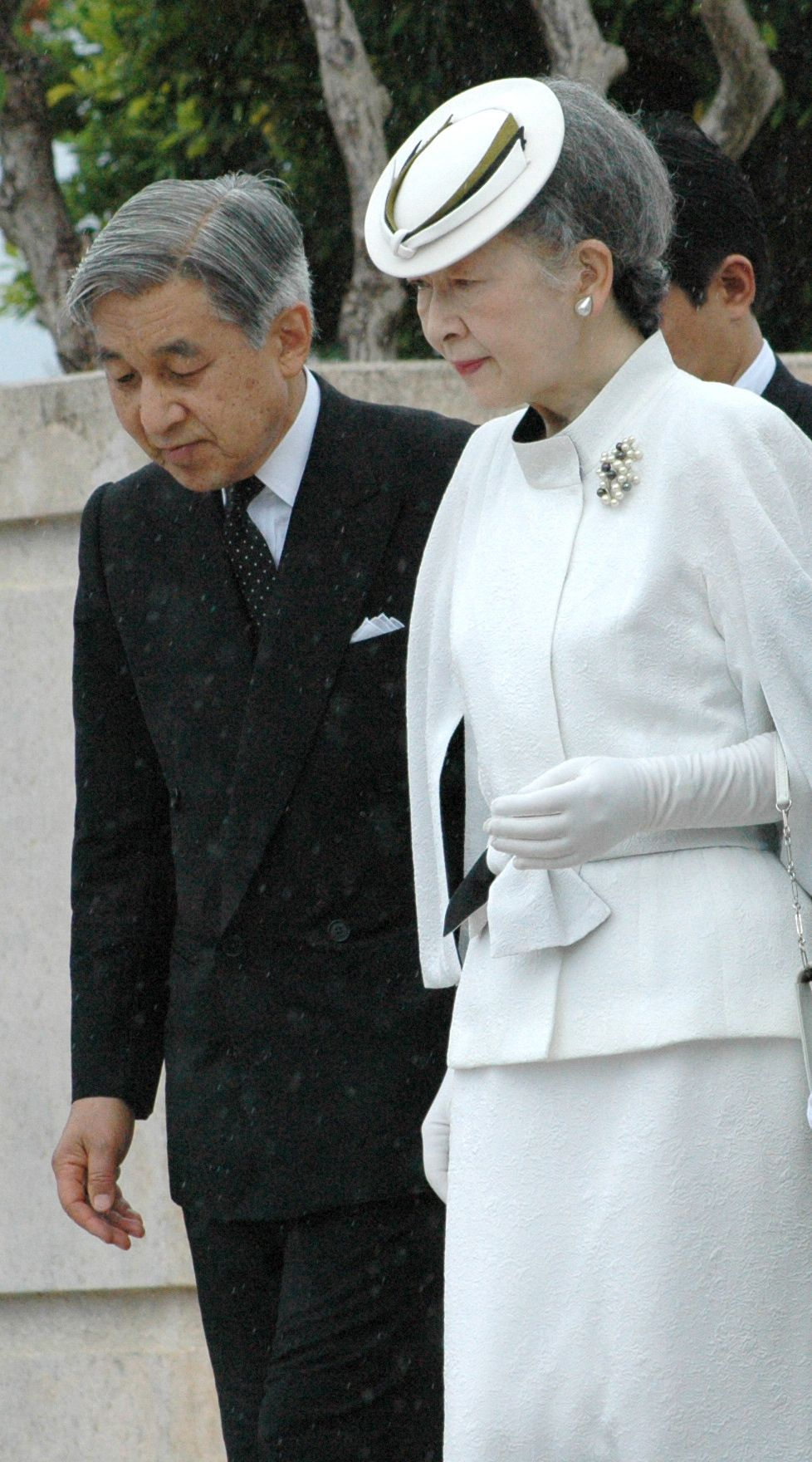
L'imperatore Akihito e l'imperatrice Michiko del Giappone

Dal momento della sua ascesa al trono l'Imperatore Akihito si è sforzato di avvicinare maggiormente la famiglia imperiale al popolo giapponese. L'Imperatore e l'Imperatrice hanno compiuto visite ufficiali in 18 Paesi, così come nelle 47 prefetture del Giappone.
L'Imperatore, nei limiti della Costituzione del Giappone, si è spesso impegnato politicamente. Storiche le scuse nei confronti di Corea e Cina per i danni causati dall'occupazione giapponese o le numerose dichiarazioni di stima nei confronti della Corea. Il 23 dicembre 2001, durante il suo annuale incontro per il compleanno con i giornalisti, l'Imperatore, nel rispondere a una domanda, sottolineò d'aver provato una "certa affinità con la Corea", e spiegò questa sua sensazione come scaturente dal fatto che la madre dell'imperatore Kanmu era coreana. L'imperatore chiosò che gli emigranti coreani in Giappone d'un tempo contribuirono a creare importanti aspetti della cultura e della tecnologia del paese, e fece monito ai suoi connazionali di non dimenticare mai la deplorevole circostanza per cui gli scambi con la Corea non erano mai stati molto amichevoli.

Nel giugno 2005, l'imperatore visitò il territorio statunitense di Saipan, sito di una delle più importanti battaglie della seconda guerra mondiale, che durò dal 15 giugno al 9 luglio 1944. Accompagnato dall'Imperatrice Michiko, si trattenne in preghiera e depose fiori presso molti memoriali, rendendo omaggio non solo ai caduti giapponesi, ma anche ai caduti americani, a quelli coreani costretti a combattere per il Giappone, e ai nativi dell'isola. Fu il primo viaggio di un monarca giapponese presso un campo di battaglia. Il viaggio a Saipan fu accolto con fervore dai giapponesi, come le altre visite imperiali ai memoriali di guerra in Tokyo, Hiroshima, Nagasaki e Okinawa, nel 1995.

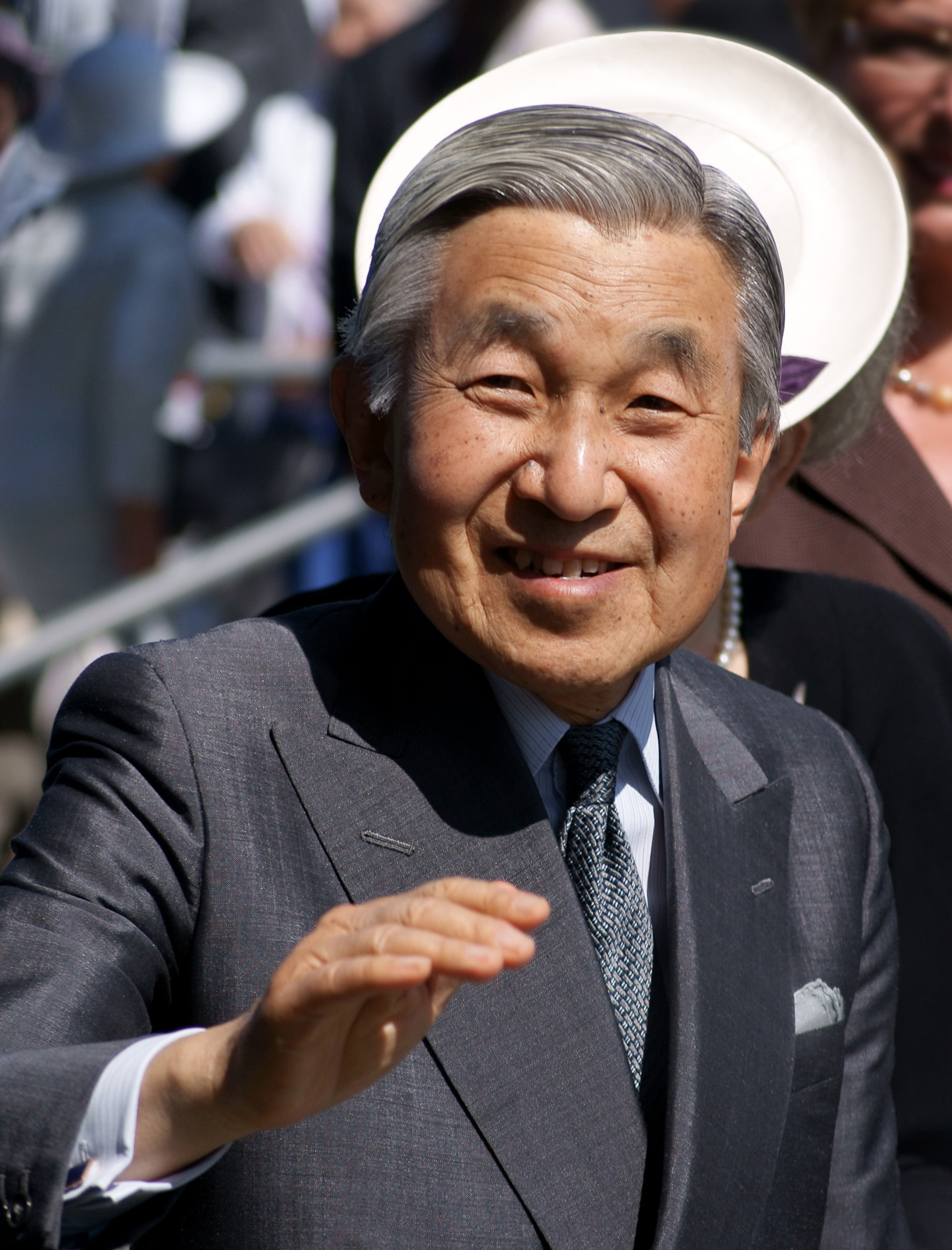
Akihito (2009).

Nell'agosto 2016 comunicò implicitamente in un messaggio alla nazione la sua intenzione di abdicare in favore del figlio Naruhito, rivelando di temere che la propria età avanzata e il precario stato di salute possano pregiudicare la sua capacità di svolgere le mansioni ufficiali. Nel dicembre successivo annunciò che la data di abdicazione scelta è il 30 aprile 2019. L'ultimo imperatore giapponese che abdicò fu Kōkaku nel 1817.

#### Il sistema imperiale di massa
Per molti secoli e fino alla prima metà del Novecento, il sistema imperiale o tennosei (天皇制?), cioè i membri della famiglia imperiale (in particolare l'imperatore), erano figure fortemente permeate di valori religiosi: la stessa persona dell'imperatore era considerata divina e posta su un livello politico-religioso altissimo, quasi ultraterreno. Molti storici hanno spesso sottolineato alcune caratteristiche dell'istituzione imperiale a partire dalla seconda parte dell'era Showa.
Akihito è il sovrano che ha segnato anche da un punto di vista generazionale un netto avvicinamento dell'istituzione imperiale al popolo giapponese, partecipandone alla vita sociale e mettendo in gioco la sua figura istituzionale anche attraverso i media, da sempre interessati e attenti osservatori delle vicende della famiglia imperiale. Questa nuova configurazione ha indotto molti a parlare di sistema imperiale di massa, vicino ai cittadini e partecipe della vita nazionale. Lo sviluppo del sistema imperiale di massa, in ogni caso, non ha modificato buona parte del protocollo tradizionale che circonda la figura dell'imperatore in numerose occasioni ufficiali, fatto che ha portato anche i conservatori giapponesi di più stretta osservanza a mantenere elevati tassi di consenso per l'imperatore.

### Studi scientifici
Sia quando era al trono sia dopo l'abdicazione, Akihito si è distinto negli studi ittiologici, nell'ambito dei quali ha scoperto due specie non ancora classificate.

### Matrimonio e figli
L'imperatore e l'imperatrice hanno avuto tre figli:
- Sua Maestà Imperiale l'imperatore Naruhito, (nato il 23 febbraio 1960);
- Sua Altezza Imperiale il principe Akishino (Fumihito, nato il 11 novembre 1965);
- Sayako Kuroda, già Sua Altezza Imperiale la Principessa Sayako (o Principessa Nori, nata il 18 aprile 1969). Ha rinunciato ai titoli imperiali nel 2005, avendo sposato un uomo non nobile.[6]

## Titoli e trattamento
- 23 dicembre 1933 – 10 novembre 1952: Sua altezza imperiale il Principe Tsugu
- 10 novembre 1952 – 7 gennaio 1989: Sua altezza imperiale il Principe della Corona
- 7 gennaio 1989 - 30 aprile 2019: Sua Maestà l'Imperatore
- Dal 1º maggio 2019: Sua Maestà l'Imperatore emerito (Jōkō 上皇)

Akihito, come ogni imperatore del Giappone, durante il suo periodo di regno non viene mai chiamato per nome, ma sempre come Sua Maestà Imperiale (Tennō Heika).
La sua era porta il nome di Heisei (平成) (raggiungimento della pace); come di consueto, dopo la sua morte, ci si riferirà all'imperatore Akihito come imperatore Heisei (Heisei Tennō).

## Ascendenza
|                             |                       |                            | Genitori                       |  |  | Nonni |  |  | Bisnonni |  |  | Trisnonni |  |
|                             |                       |                            |                                |  |  |       |  |  | Meiji    |  |  | Kōmei     |  |
|                             |                       |                            |                                |  |  |       |  |  | Meiji    |  |  | Kōmei     |  |
|                             |                       | Nobile Yoshiko Nakayama    |                                |  |  |       |  |  | Meiji    |  |  |           |  |
| Taishō                      |                       |                            |                                |  |  |       |  |  | Meiji    |  |  |           |  |
|                             |                       | Nobile Yanagihara Naruko   | Conte Takamitsu Yanagihara     |  |  |       |  |  |          |  |  |           |  |
|                             |                       | Nobile Yanagihara Naruko   | Conte Takamitsu Yanagihara     |  |  |       |  |  |          |  |  |           |  |
|                             |                       | Nobile Yanagihara Naruko   | Nobile Utano Hasegawa          |  |  |       |  |  |          |  |  |           |  |
| Hirohito                    |                       | Nobile Yanagihara Naruko   |                                |  |  |       |  |  |          |  |  |           |  |
|                             |                       | Principe Kujō Michitaka    | Principe Kujo Hisatada         |  |  |       |  |  |          |  |  |           |  |
|                             |                       | Principe Kujō Michitaka    | Principe Kujo Hisatada         |  |  |       |  |  |          |  |  |           |  |
|                             |                       | Principe Kujō Michitaka    | Nobile Tsuneko Karahashi       |  |  |       |  |  |          |  |  |           |  |
| Imperatrice Teimei          |                       | Principe Kujō Michitaka    |                                |  |  |       |  |  |          |  |  |           |  |
|                             |                       | Nobile Ikuko Noma          | Nobile Yorioki Noma            |  |  |       |  |  |          |  |  |           |  |
|                             |                       | Nobile Ikuko Noma          | Nobile Yorioki Noma            |  |  |       |  |  |          |  |  |           |  |
|                             |                       | Nobile Ikuko Noma          | Nobile Kairi Yamokushi         |  |  |       |  |  |          |  |  |           |  |
| Akihito del Giappone        |                       | Nobile Ikuko Noma          |                                |  |  |       |  |  |          |  |  |           |  |
|                             | Principe Kuni Asahiko | Principe Fushimi Kuniie    |                                |  |  |       |  |  |          |  |  |           |  |
|                             | Principe Kuni Asahiko | Principe Fushimi Kuniie    |                                |  |  |       |  |  |          |  |  |           |  |
|                             | Principe Kuni Asahiko | Nobile Nobuko Toriikōji    |                                |  |  |       |  |  |          |  |  |           |  |
| Principe Kuniyoshi Kuni     | Principe Kuni Asahiko |                            |                                |  |  |       |  |  |          |  |  |           |  |
|                             |                       | Nobile Makiko Izumi        | Nobile Toshimasu Izumitei      |  |  |       |  |  |          |  |  |           |  |
|                             |                       | Nobile Makiko Izumi        | Nobile Toshimasu Izumitei      |  |  |       |  |  |          |  |  |           |  |
|                             |                       | Nobile Makiko Izumi        | Nobile Mako Yatoshi            |  |  |       |  |  |          |  |  |           |  |
| Imperatrice Kōjun           |                       | Nobile Makiko Izumi        |                                |  |  |       |  |  |          |  |  |           |  |
|                             |                       | Principe Shimazu Tadayoshi | Principe Shimazu Tadayoshi     |  |  |       |  |  |          |  |  |           |  |
|                             |                       | Principe Shimazu Tadayoshi | Principe Shimazu Tadayoshi     |  |  |       |  |  |          |  |  |           |  |
|                             |                       | Principe Shimazu Tadayoshi | Nobile Chimoko Echizen-Shimazu |  |  |       |  |  |          |  |  |           |  |
| Principessa Chikako Shimazu |                       | Principe Shimazu Tadayoshi |                                |  |  |       |  |  |          |  |  |           |  |
|                             |                       | Nobile Sumako Yamazaki     | …                              |  |  |       |  |  |          |  |  |           |  |
|                             |                       | Nobile Sumako Yamazaki     | …                              |  |  |       |  |  |          |  |  |           |  |
|                             |                       | Nobile Sumako Yamazaki     | …                              |  |  |       |  |  |          |  |  |           |  |
|                             |                       | Nobile Sumako Yamazaki     |                                |  |  |       |  |  |          |  |  |           |  |

### Ascendenza patrilineare
L'ascendenza dell'Imperatore Keitai è sconosciuta: egli divenne imperatore perché il suo predecessore, l'imperatore Buretsu, era morto senza eredi maschi. Tradizionalmente si considera Keitai discendente del mitico imperatore Ōjin (III secolo), a sua volta discendente di Jimmu (primo imperatore del Giappone e nipote della dea del Sole Amaterasu).
1. Keitai, Imperatore del Giappone, VI secolo
2. Kinmei, Imperatore del Giappone, 509-571
3. Bidatsu, Imperatore del Giappone, 538-585
4. Principe Oshisaka, circa 556-???
5. Jomei, Imperatore del Giappone, 593-641
6. Tenji, Imperatore del Giappone, 626-672
7. Principe Shiki, ???-716
8. Kōnin, Imperatore del Giappone, 709-782
9. Kanmu, Imperatore del Giappone, 736-806
10. Saga, Imperatore del Giappone, 786-842
11. Ninmyō, Imperatore del Giappone, 808-850
12. Kōkō, Imperatore del Giappone, 830-887
13. Uda, Imperatore del Giappone, 867-931
14. Daigo, Imperatore del Giappone, 884-930
15. Murakami, Imperatore del Giappone, 926–967
16. En'yū, Imperatore del Giappone, 959-991
17. Ichijō, Imperatore del Giappone, 980-1011
18. Go-Suzaku, Imperatore del Giappone, 1009-1045
19. Go-Sanjō, Imperatore del Giappone, 1032-1073
20. Shirakawa, Imperatore del Giappone, 1053-1129
21. Horikawa, Imperatore del Giappone, 1079-1107
22. Toba, Imperatore del Giappone, 1103-1156
23. Go-Shirakawa, Imperatore del Giappone, 1127-1192
24. Takakura, Imperatore del Giappone, 1161-1181
25. Go-Toba, Imperatore del Giappone, 1180-1239
26. Tsuchimikado, Imperatore del Giappone, 1196-1231
27. Go-Saga, Imperatore del Giappone, 1220-1272
28. Go-Fukakusa, Imperatore del Giappone, 1243-1304
29. Fushimi, Imperatore del Giappone, 1265-1317
30. Go-Fushimi, Imperatore del Giappone, 1288-1336
31. Kōgon, Imperatore della Corte della Nord, 1313-1364
32. Sukō, Imperatore della Corte del Nord, 1334–1398
33. Yoshihito, principe Fushimi-no-miya, 1351-1416
34. Sadafusa, principe Fushimi-no-miya, 1372–1456
35. Go-Hanazono, Imperatore del Giappone, 1418-1471
36. Go-Tsuchimikado, Imperatore del Giappone, 1442-1500
37. Go-Kashiwabara, Imperatore del Giappone, 1464-1526
38. Go-Nara, Imperatore del Giappone, 1495-1557
39. Ōgimachi, Imperatore del Giappone, 1517-1593
40. Yōkwōin, principe ereditario del Giappone, 1552-1586
41. Go-Yōzei, Imperatore del Giappone, 1571-1617
42. Go-Mizunoo, Imperatore del Giappone, 1596-1680
43. Reigen, Imperatore del Giappone, 1654-1732
44. Higashiyama, Imperatore del Giappone, 1675-1710
45. Naohito, principe Kan'in-no-miya, 1704-1753
46. Sukehito, principe Kan'in-no-miya, 1733-1794
47. Kōkaku, Imperatore del Giappone, 1771-1840
48. Ninkō, Imperatore del Giappone, 1800-1846
49. Kōmei, Imperatore del Giappone, 1831-1867
50. Meiji, Imperatore del Giappone, 1852-1912
51. Taishō, Imperatore del Giappone, 1879-1926
52. Shōwa, Imperatore del Giappone, 1901-1989
53. Heisei, Imperatore del Giappone, 1933-vivente